# Wiktor Platonowitsch Nekrassow

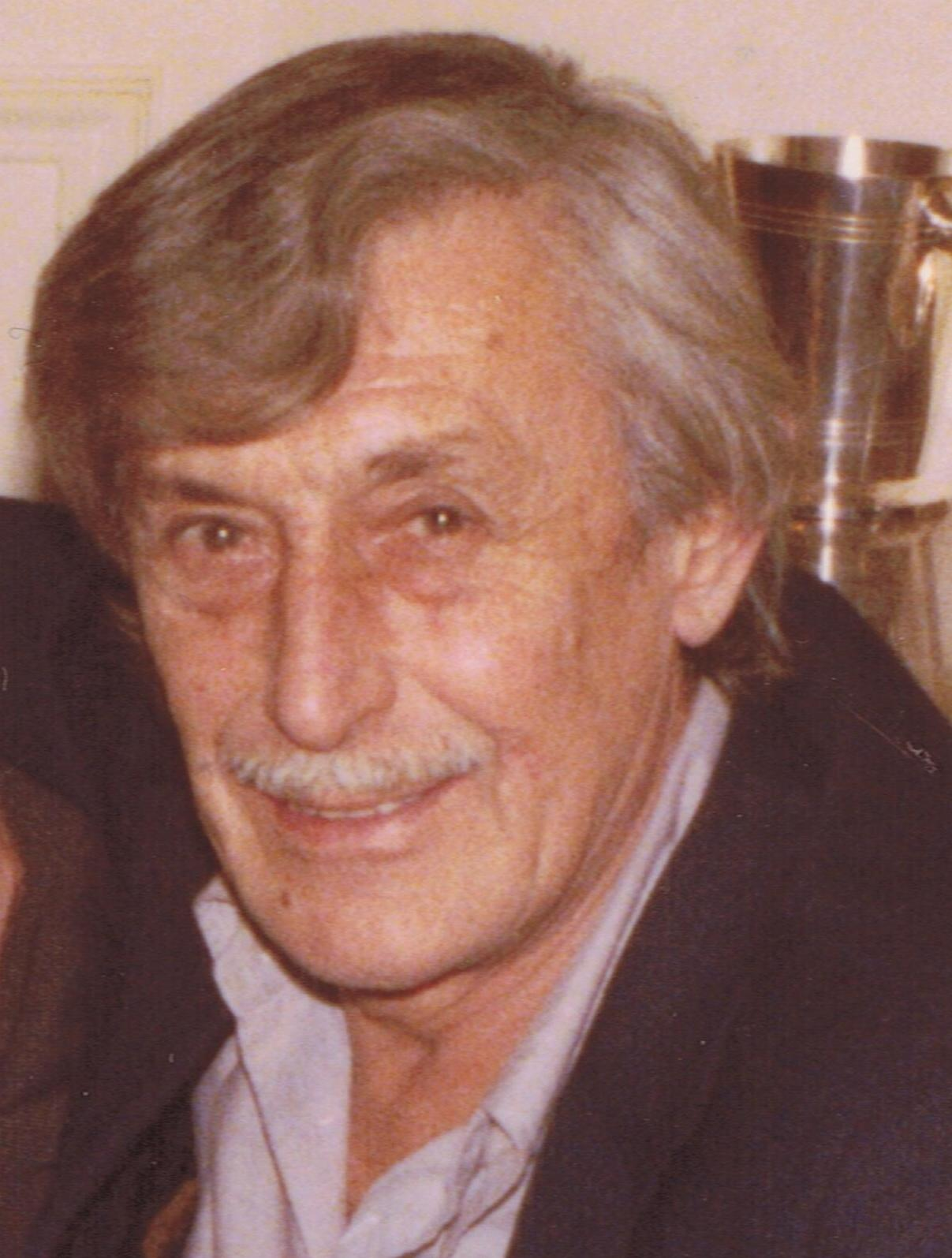
Wiktor Platonowitsch Nekrassow (1978)

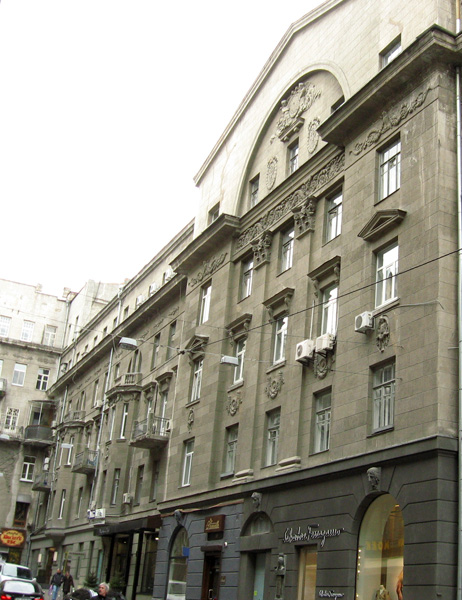
Wohnhaus von Nekrassow in Kiew, Chreschtschatyk Nr. 15 (1950–1974)

Wiktor Platonowitsch Nekrassow (russisch Виктор Платонович Некрасов, wiss. Transliteration Viktor Platonovič Nekrasov; * 4. Junijul. / 17. Juni 1911greg. in Kiew; † 3. September 1987 in Paris) war ein sowjetischer Schriftsteller.

## Leben
Der Vater von Wiktor Nekrassow, Platon, war Bankangestellter und starb bereits 1917, kurz nachdem er die Familie verlassen hatte. Die Mutter Sinaida Nikolajewna Nekrassowa entstammte dem adligen Geschlecht Motowilow. Sie arbeitete als Ärztin und pflegte zeitlebens ein fast schon symbiotisches Verhältnis zu ihrem Sohn, in dessen Wohnung im Haus Nr. 15 der Kiewer Prachtstraße Chreschtschatyk  sie bis zu ihrem Tod 1970 wohnte. Nekrassows älterer Bruder Nikolai (1902–1919) wurde im Alter von 17 Jahren in Kiew von Rotgardisten zu Tode geprügelt und seine Leiche in den Dnepr geworfen, weil er ein französisches Buch bei sich trug. Der Arztberuf der Mutter sicherte der aristokratischen Familie während des stalinistischen Terrors der 1930er-Jahre das Überleben – weil sie unter anderem Tschekisten behandelte, die in die Wohnung der Familie einquartiert worden waren.
Von 1926 bis 1929 besuchte Wiktor Nekrassow die Fachschule für Eisenbahnbau in Kiew mit dem Abschluss in Kommunikationstechnologie. Danach arbeitete er am Bau des Kiewer Bahnhofs mit. Anfang der 1930er Jahre bis 1936 studierte er an der Fakultät für Architektur des Kiewer Bauinstituts. Den Beruf eines Architekten übte er nur kurze Zeit aus, weil er sich vor allem für das Theater interessierte. Parallel zum Architekturstudium hatte Nekrassow ein Studium am Kiewer Institut des Russischen Dramas begonnen, das er 1937 abschloss. Anschließend war er als Schauspieler, Regisseur und Bühnenbildner in verschiedenen Städten der Sowjetunion tätig.
Beim Überfall der Wehrmacht 1941 auf die Sowjetunion war der 30-jährige Nekrassow gerade beim Theater der Roten Armee in Rostow am Don. Im August 1941 wurde er von dort aus zum Militärdienst eingezogen.
Aufgrund seiner Architekturausbildung wurde Wiktor Nekrassow als Führer eines Pionierzuges und später als Regimentsingenieur eines Schützenregimentes sowie ab 1943 als stellvertretender Kommandeur eines Pionierbataillons an vorderster Front eingesetzt. Die Hauptaufgaben seiner Abteilung bestanden darin, Schützengräben, Verteidigungsstellungen und Unterstände zu errichten sowie Minenfelder zu legen bzw. zu beräumen und so taktisch Angriffe vorzubereiten. Im April 1942 befand er sich mit seinem Pionierbataillon in der Nähe von Charkow. Die Kampftruppen mussten sich wegen bestehender Gefahr der Einkesselung in der Schlacht bei Charkow (12. bis 28. Mai) in Richtung Don und Wolga zurückziehen. In der Folge nahm er an den Kämpfen in Stalingrad, Donezk, Kiew, Odessa, Warschau und Lublin teil. Während seiner dreijährigen Militärlaufbahn wurde Nekrassow zweimal verwundet. Er wurde mit der Tapferkeitsmedaille, dem Rotersternorden und der Medaille für die Befreiung Stalingrads ausgezeichnet. Im Januar 1945 schied er im Range eines Hauptmanns aus dem Kriegsdienst aus. Das Pionierbataillon, das er zuletzt befehligte, wurde nach Kriegsende in der DDR stationiert.

## Stalingrad
Seine Kriegserlebnisse ab dem 20. Mai 1942 beschreibt Wiktor Nekrassow in seinem Roman In den Schützengräben von Stalingrad (V okopach Stalingrada). Die Schlacht um Stalingrad und deren persönliches Erleben nehmen darin eine zentrale Rolle ein.

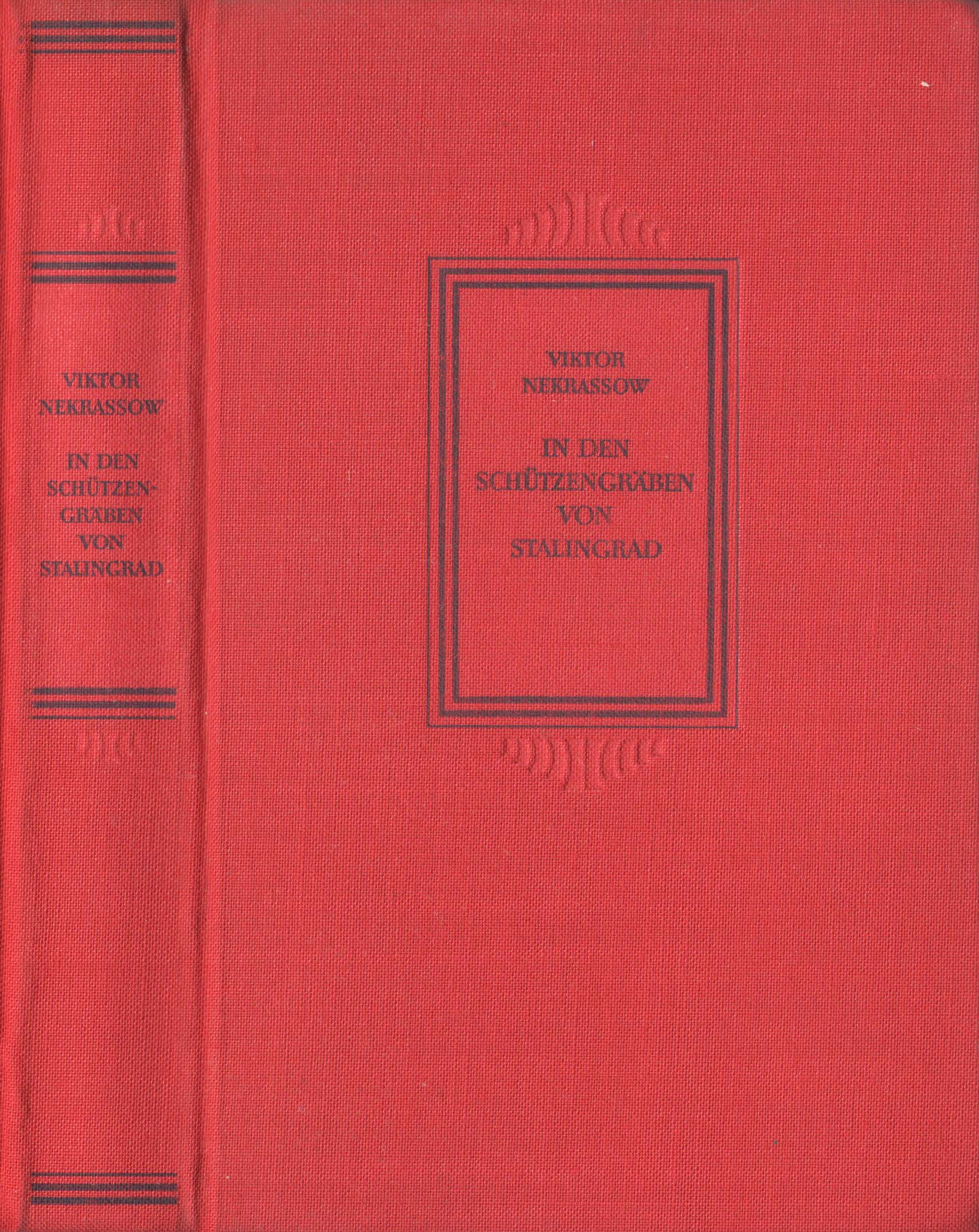
Nekrassow: In den Schützengräben von Stalingrad (Erstausgabe in Deutsch 1954)

In Stalingrad nimmt Nekrassow an der Abwehrschlacht gegen die bis dahin vorrückenden deutschen Truppen teil und wird Zeuge der deutschen Luftangriffe sowie der blutigen Kämpfe um jeden Abschnitt und Häuserblock. In seinem Buch beschreibt er seine Kampfeinsätze im Kraftwerk und im Traktorenwerk. Im Traktorenwerk wurden im Juli und August täglich noch 30 bis 50 Panzer gebaut und repariert und ein Teil der Ausrüstungen wurde bereits nach dem Ural verlegt. Um die noch vorhandenen Produktionsanlagen abtransportieren zu können, brauchten die Traktorenwerker freien Zugang zu den Anlegestellen an der Wolga. Hier kämpfte Wiktor Nekrassow, im Buch bezeichnet er sich als Leutnant Jurij Kerzhenzew, in der 62. Armee, unter anderem Seite an Seite mit dem berühmten Scharfschützen Wassili Saizew, gegen den Nekrassow nach Kriegsende allerdings aufgrund dessen bourgoisen Lebensstils eine persönliche Abneigung hegte, aus der er nie ein Hehl machte. Mit seiner Einheit befand er sich in einem sehr schwierigen Abschnitt, in dem erbittert um den strategisch wichtigen Mamajew-Hügel gerungen wurde. Er berichtet sehr anschaulich von seinen Einsätzen in Nachtgefechten. Das Buch endet mit der Bildung des Kessels um Stalingrad, dem Nachlassen der deutschen Angriffe und dem Sieg der Roten Armee in Stalingrad.
In den Schützengräben von Stalingrad entstand noch während des Krieges in einem Kiewer Lazarett, nachdem Wiktor Nekrassow im Juli 1944 im polnischen Lublin durch einen deutschen Scharfschützen schwer verwundet worden war. Der Arbeitstitel lautete damals Am Rande der Erde. Die Verletzung – ein Durchschuss der rechten Schulter – führte zu einer vorübergehenden Lähmung der rechten Hand und damit zu seiner Ausmusterung als Kriegsinvalide 2. Stufe im Januar 1945. Ab August 1946 erschien Am Rande der Erde erstmals in ungekürzter Fassung als dreiteiliger Serienroman unter dem Titel Stalingrad in einem Kiewer Monatsmagazin. Noch im gleichen Jahr wurde es unter dem Titel In den Schützengräben von Stalingrad und nach Angaben Nekrassows in erheblich gekürzter und zensierter Fassung in geringer Auflage in Buchform gedruckt. Nekrassow war zu dieser Zeit (1945/47) Abteilungsleiter einer Kiewer Zeitung. 1947 erschien es unter dem bekannten Titel In den Schützengräben von Stalingrad (V okopach Stalingrada) in großer Auflage und wurde in 36 Sprachen übersetzt. Wiktor Nekrassow erhielt dafür noch im selben Jahr den Stalinpreis.
Nadeshda Ludwig übersetzte den Roman ins Deutsche, der 1954 im Aufbau-Verlag Berlin erstmals in Deutschland erschien. In jüngeren deutschen Neuauflagen erschien es unter dem gekürzten Titel Stalingrad.
In den Schützengräben von Stalingrad gehört zu den ersten literarischen Verarbeitungen dieser Schlacht.
1956 wurde es in den Leningrader LenFilm-Studios nach einem Drehbuch von Alexander Iwanow mit Wsewolod Safonow in der Hauptrolle des Jurij Kerzhenzew unter dem Titel Soldaty (Soldaten) verfilmt und kam 1957 in die sowjetischen Kinos.

### Walega
Eine besondere Rolle spielt in dem Werk der Charakter des jungen Walega, der Ordonnanz von Oberleutnant Jurij Kerzhenzew. Hinter Walega verbarg sich im wirklichen Leben Michail Iwanowitsch Wolegow (1924–1999), ein junger Russe aus dem Altai, der etwa ab Ende 1943 die Ordonnanz Wiktor Nekrassows wurde und zu dem Nekrassow im weiteren Verlauf der Krieges ein besonderes Verhältnis entwickelte. Immer wieder ist Walega nach dem Krieg Gegenstand von Veröffentlichungen Nekrassows, in denen er den Menschen Wolegow und die gemeinsame Zeit mit ihm an der Front ausführlich beschreibt. Beide hatten sich durch die Verletzung Nekrassows im Juli 1944 aus den Augen verloren. Michail Iwanowitsch Wolegow wurde seinerseits im August 1944 schwer verwundet und schied ebenfalls im Januar 1945 aus dem Militärdienst aus. 1966 macht Wolegow seinen ehemaligen Kommandeur über die Kiewer Miliz ausfindig. Es entwickelt sich ein reger, gut dokumentierter Briefkontakt. Im Juli 1971 löst Wiktor Nekrassow das an der Front gegebene Versprechen (das auch im Buch beschrieben wird) ein, Walega im Altai zu besuchen. Selbst aus dem später erzwungenen Exil heraus hält Nekrassow den Briefkontakt zu seinem Freund bis zuletzt aufrecht. Nach dem Fall des Eisernen Vorhangs konstatiert Michail Wolegow, dass staatliche Stellen nach der Emigration Nekrassows Druck auf ihn und seine Familie ausgeübt hätten, den Kontakt einzustellen, dem er schließlich nachgab.
Wiktor Nekrassow schrieb hauptsächlich Bücher über den Großen Vaterländischen Krieg, konzentrierte sich in seinen Werken aber nicht auf die kriegsstrategischen Aspekte der Ereignisse oder das Heroische, sondern auf die Tragik des individuellen Menschen und dessen Reaktion auf den Krieg.

## Regimekritik und Emigration
Während der Chruschtschow- und der Breschnew-Ära setzte sich Wiktor Nekrassow entschieden gegen den grassierenden Antisemitismus des Sowjet-Regimes ein und fiel damit zusehends in Ungnade. Unter anderem kämpfte er mit weiteren Intellektuellen für die Errichtung eines Denkmals in der Kiewer Babyn Jar Schlucht, wo 1941 mehr als 30.000 jüdische Menschen einem Massaker der Wehrmacht zum Opfer gefallen waren. Nikita Chruschtschow wollte die Schlucht stattdessen mit einem Sportstadion überbauen lassen. Die Pläne scheiterten am Widerstand der von Nekrassow angeführten Bürgerbewegung. 1976 wurde schließlich ein Denkmal im Bereich der Schlucht eingeweiht, wie Nekrassow es sich gewünscht hatte.
Wegen seiner offenen Regimekritik geriet Nekrassow ab Mitte der 1960er-Jahre zusehends unter Druck. Reisen ins westliche Ausland, unter anderen nach Italien, in die Schweiz und in die USA, hatten seinen Blick auf das System nachhaltig verändert, auch wenn er im Herzen von der kommunistischen Sache überzeugt blieb. Sein 1963 erschienenes Buch Zu beiden Seiten des Ozeans wurde von der sowjetischen Kritik verrissen. Chruschtschow forderte erstmals seinen Ausschluss aus der Kommunistischen Partei. Zehn Jahre später, im Mai 1973, wurde er nach mehreren scharfen Rügen wegen liberaler Standpunkte sowie antisowjetischen und gesellschaftsschädlichen Verhaltens aus der Kommunistischen Partei ausgeschlossen. Im Mai 1974 folgte der Ausschluss aus dem ukrainischen Schriftstellerverband, nachdem er u. a. mit Dissidenten wie Alexander Issajewitsch Solschenizyn in Kontakt gekommen war. Im September des gleichen Jahres emigrierte er schließlich, nach Festsetzung durch den KGB und stundenlanger Durchsuchung seiner Wohnung, nach Frankreich. Mit Galina Nekrassowa, geb. Basij, die er 1972 geheiratet hatte, sowie deren Sohn Wiktor Kondyrew ließ er sich in Vanves bei Paris nieder und arbeitete als Redakteur bei der Emigrantenzeitschrift Kontinent. Hier entstanden zudem seine Autobiografie und der Exil-Roman Drei Musketiere aus Leningrad. Nach seiner heimlichen Emigration wurde Nekrassow von der sowjetischen Propaganda zur „unerwünschten Person“ erklärt. Seine Werke verschwanden aus den Bibliotheken und durften nicht mehr gedruckt oder verkauft werden und die öffentliche Erwähnung seines Namens wurde verboten. 1975 wurde ihm per Erlass die Kiewer Bürgerschaft entzogen, nachdem er sich abfällig über die just erschienene Autobiografie Leonid Breschnews geäußert hatte. Nachdem ihm im April 1981 schließlich auch die sowjetische Staatsbürgerschaft entzogen wurde, nahm Nekrassow 1983 die französische Staatsbürgerschaft an.
Am 3. September 1987 starb Nekrassow, der zeit seines Lebens leidenschaftlicher Raucher war, in Gentilly bei Paris an Lungenkrebs. Sein Grab befindet sich auf dem Russischen Friedhof von Sainte-Geneviève-des-Bois bei Paris.

## Werke
- In den Schützengräben von Stalingrad, 1946, deutsch 1954, Aufbau-Verlag, Berlin (ursprünglicher Titel: Stalingrad, 1956 als Die Soldaten verfilmt), ISBN 3-7466-0191-6. Das Buch ist unter books.google.de/books digitalisiert und es ist als E-Book erhältlich.
- In der Heimatstadt, 1954, deutsch Ein Mann kehrt zurück, 1955.
- Zu beiden Seiten des Ozeans (Reiseskizzen, dt. 1964).
- Kyra Georgijewna, 1961, deutsch 1962.
- Zu beiden Seiten der Mauer – Erfahrungen und Erlebnisse – deutsche EA 1980, ISBN 3-548-38005-0.
- Eine kleine traurige Geschichte, 1989, deutsch "Drei Musketiere aus Leningrad", 1993, ISBN 3-7466-1004-4.